# Trebandade bältor
Trebandade bältor (Tolypeutes) är ett släkte i familjen bältdjur med två arter. Det är de enda bältdjuren som har förmåga att rulla ihop sig till ett klot.

## Utbredning och habitat
Arterna förekommer i centrala Sydamerika. Utbredningsområdet ligger i Brasilien, Bolivia, Paraguay och norra Argentina. De vistas vanligen på gräsmark som fuktiga savanner eller i torra skogar.

## Kännetecken
Dessa bältdjur har en mörkbrun färg. Pansaret på ryggen är läderartat och består av två stora plattor som är sammanlänkade med flera rörliga band. Antalet band är vanligen tre men några exemplar har två eller fyra band. Även huvudets ovansida och svansen bär pansar men dessa pansar hänger inte samman med ryggens pansar. De rullar ihop sig till ett klot och skyddar därmed extremiteterna och buken i mitten. Huvudet och svansen fungerar som lås. Vid de främre fötterna finns hos Tolypeutes matacus fyra tår och hos Tolypeutes tricinctus fem tår med skarpa klor. Vid de bakre fötterna är de tre mellersta tårna sammanvuxna och liknar klövar. Dessa djur når en kroppslängd (huvud och bål) mellan 21 och 27 centimeter och den kraftiga svansen blir 6 till 8 centimeter lång. Vuxna individer når en vikt mellan 1 och 1,6 kilogram.

## Levnadssätt
Arterna i släktet gräver inga egna bon utan använder bon som lämnats av andra djur eller tät undervegetation som viloplatser. Vanligen lever varje individ ensam men ibland syns mindre grupper med ungefär 10 medlemmar i samma gömställe.
Födan utgörs nästan uteslutande av insekter, främst myror och termiter. De använder sina klor för att öppna insektsbon eller för att avlägsna trädens bark. I sällsynta fall äter de frukter eller andra växtämnen.
Efter dräktigheten som varar i ungefär 120 dagar föder honan oftast en enda unge. De flesta födelserna sker mellan november och januari. Efter två till tre månader slutar honan att ge di och ungarna är efter nio till tolv månader könsmogna. Individer i fångenskap blir upp till sjutton år gamla.

## Hot
På grund av sitt speciella sätt att försvara sig har dessa bältdjur nästan inga naturliga fiender. De jagas av människor för köttets skull som beskrivs som välsmakande. Dessutom minskar deras levnadsområde.

## Arter
- Tolypeutes tricinctus lever i höglandet av nordöstra Brasilien, den listas som sårbar (vulnerable).
- Sydlig trebandad bälta (Tolypeutes matacus) förekommer i regionen Mato Grosso i sydvästra Brasilien, Bolivia, Paraguay och norra Argentina, listas som missgynnad.